# Warrenville (Caroline du Sud)
Pour les articles homonymes, voir Warrenville.
Warrenville est une census-designated place située dans le comté d'Aiken, dans l’État de Caroline du Sud, aux États-Unis. Lors du recensement de 2020, elle comptait 1 134 habitants.